# Benita von Falkenhayn
Benita Ursula von Falkenhayn, de soltera von Zollikofer-Altenklingen (14 d'agost de 1900 – 18 de febrer de 1935) fou una baronessa alemanya que va treballar d'espia per a la Segona República Polonesa.

## Vida
Falkenhayn va néixer a Berlín en la família aristocràtica Zollikofer, que fa segles que és propietària del Castell d'Altenklingen a la regió suïssa de Turgòvia. El seu primer marit fou el tinent Müller-Eckhardt (1920–1922) i el segon un amic de la infantesa, el tinent retirat Richard von Falkenhayn (1923–1930), parent llunyà del general de la Primera Guerra Mundial Erich von Falkenhayn. Va adoptar el nom de von Falkenhayn en casar-s'hi. No obstant, la parella es va divorciar el 18 de desembre de 1930 de mutu acord, i el 18 d'octubre de 1932 es va casar amb l'enginyer aeronàutic i baró Josef von Berg, i a partir de llavors es va dir Baronessa Benita Ursula von Berg. Aquest tercer casament fou anul·lat per un tribunal el 19 d'octubre de 1934, quan ja era a la presó, i després d'això va tornar a adoptar el nom del seu segon marit.
A finals de la dècada de 1920, Falkenhayn es va fer amiga de l'espia Jerzy Sosnowski, que havia conegut a l'hipòdrom, i es van fer amants. Va fer que socialitzés amb empleats del Ministeri de Defensa per obtenir documents secrets sobre les preparacions per a una invasió de Polònia per Alemanya. Com a mínim a partir de 1932, les seves activitats eren controlades per l'Abwehr, l'agència d'intel·ligència, i quan Sosnowski fou detingut el 27 de febrer de 1934, Falkenhayn també fou arrestada, juntament amb la seva amiga Renate von Natzmer, que també era amant de Sosnowski. Al cap d'un any, el 16 de febrer de 1935, totes dues dones van ser declarades culpables d'espionatge i traïció en un judici al Volksgerichtshof i foren sentenciades a mort. Al cap de dos dies, després de rebutjar les peticions de clemència, es van convertir en dues de les últimes persones executades per decapitació amb destral a Alemanya, al pati de la presó de Plötzensee de Berlín. El 1936, Adolf Hitler va decretar que les futures execucions s'havien de fer per penjament o guillotina. El seu botxí fou Carl Gröpler però no van ser les últimes fetes amb destral; l'última decapitació legal a Alemanya es creu que va ser la de la resistent Olga Bancic, l'any 1944 durant la guerra.
L'ex-marit de Falkenhayn també fou arrestat però va haver de ser alliberat en no trobar proves de la seva participació. Els seus esforços per salvar la seva ex-dona del patíbul no van servir per res.